# Mieke Jaapies
Marie Jaapies, detta Mieke (Wormerveer, 7 agosto 1943), è un'ex canoista olandese.

## Palmarès

### Olimpiadi
- 1 medaglia:
  - 1 argento (Monaco di Baviera 1972 nel K-1 500 m)

### Mondiali
- 2 medaglie:
  - 2 argenti (Copenaghen 1970 nel K-1 500 m; Belgrado 1971 nel K-1 500 m)